# Jalqamus
Jalqamus (àrab: جلقموس, Jalqamūs) és una vila palestina de la governació de Jenin, a Cisjordània, al nord de la vall del Jordà, 10 kilòmetres al sud-est de Jenin. Segons el cens de l'Oficina Central Palestina d'Estadístiques (PCBS), Jalqamus tenia 1.867 habitants en 2007.

## Història
En 1882 el Survey of Western Palestine del Fons per a l'Exploració de Palestina va descriure Jelkamus com «un petit poble al cim d'un turó, envoltat de terra arada, amb unes oliveres, construït de pedra i fang, amb cisternes d'aigua de pluja.» Al cens de Palestina de 1922, realitzat per les autoritats del Mandat Britànic, Jalqamus tenia 124 musulmans, incrementats en el cens de 1931 a 150 musulmans en un total de 31 llars.
En 1944/5 la població de Jalqamus era de 220 musulmans, amb 4,437 dúnams de terra, segons un cens oficial de terra i població. D'aquests, 180 dúnams eren usats per plantacions i terra de rec, 2,422 per cereals, mentre 6 dúnams eren sòl edificable.
Com a conseqüència de la guerra araboisraeliana de 1948, i després dels acords d'armistici araboisraelians de 1949, Jalqamus van passar a pertànyer a Jordània i després de la Guerra dels Sis Dies de 1967, ha estat sota domini israelià.